# Dutch Gift

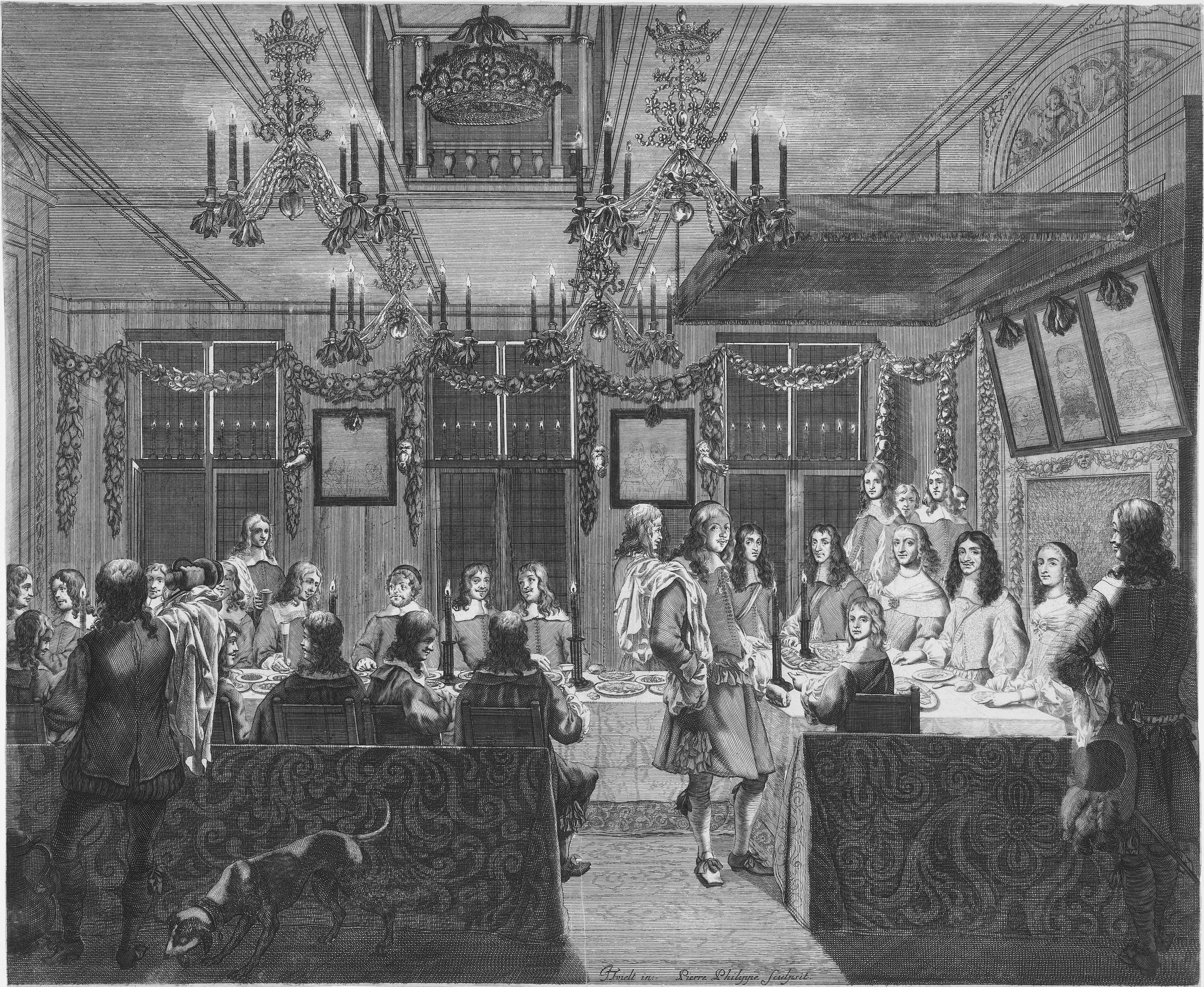
Gastmaal voor de Engelse koning Karel II in het Mauritshuis op 30 mei 1660. De koning zit rechts tussen zijn tante Elisabeth, koningin van Bohemen in (Haagse) ballingschap, en zijn zuster Maria Henrietta Stuart, prinses van Oranje. Op de voorgrond een jonge prins Willem III van Oranje, de latere stadhouder van de Nederlanden en koning van Engeland, Schotland en Ierland.

De Dutch Gift is de naam die gegeven wordt aan een geschenk uit 1660 van schilderijen, meubels, beelden en sieraden van de Staten-Generaal der Nederlanden en de Staten van Holland en West-Friesland aan koning Karel II van Engeland. Met het geschenk probeerde de Staten-Generaal de vorst gunstig te stemmen om de betrekkingen tussen de Republiek der Zeven Verenigde Nederlanden en Engeland te verbeteren. De dure cadeaus, van toentertijd totaal 600.000 gulden, brachten echter bij de koning geen enkel effect teweeg. Zo werd de Navigation Act van 1651 niet ingetrokken, noch werd op welke andere wijze de relatie tussen de Republiek en Engeland verbeterd. 

## Aanleiding
Karel II werd begin mei 1660, tijdens zijn oponthoud in de Spaanse Nederlanden, gevraagd terug te keren naar Engeland. Na het verdwijnen van Richard Cromwell herstelde het Engelse Parlement de monarchie, de zogenoemde Restauratie. Met het geschenk moest Karel II gunstig worden gestemd bij de commerciële en politieke onderhandelingen in het verband met de Acte van Navigatie. Een bepaling dat alleen Engelse schepen goederen in Engeland konden invoeren was in 1652 door Cromwell ingesteld, maar in de zomer van 1660 door het Parlement hernieuwd.

## Festiviteiten en geschenk
Eind mei 1660 besloten de Staten van Holland 600.000 gulden vrij te maken ten behoeve van de ontvangst, het geschenk en de festiviteiten in het Mauritshuis. Het geschenk zou zijn georganiseerd door de Amsterdamse burgemeesters Cornelis en Andries de Graeff.
In juli 1660 arriveerde Lodewijk van Nassau-Beverweerd als eerste in Londen om de koning te polsen over de samenstelling. Begin september ging Simon van Hoorn, een van de burgemeesters, bij de weduwe Reynst langs; haar man was een belangrijk verzamelaar van Italiaanse kunst, maar twee jaar daarvoor verdronken voor zijn huis op de Keizersgracht 209. Ook Gerrit Uylenburgh en Artus Quellinus bemoeiden zich met de samenstelling van het geschenk. De Staten van Holland betaalden 80.000 gulden voor de werken.
Uylenburgh begeleidde het geschenk naar Londen, onderweg naar Den Briel, waar het schip lag met de drie ambassadeurs, na nog drie schilderijen bij Gerard Dou opgepikt te hebben.

## Overhandiging
Begin november 1660 kwam de delegatie, bestaande uit Simon van Hoorn, curator van het Athenaeum Illustre, Michiel van Gogh, een Vlissinger, en de katholieke baron Joachim Ripperda tot Farmsum in Gravesend aan. Het geschenk werd aangeboden op 16 november.

## Samenstelling
Het geschenk bestond uit een plezierjacht, een wandtapijt, een ledikant dat voor de som van honderdduizend gulden was gekocht van Maria Henriëtte Stuart, de weduwe van stadhouder Willem II, een slaapkamerameublement, twintig Italiaanse schilderijen, de grote Klencke-atlas, vier Hollandse schilderijen, twaalf beelden, sieraden en een groot feestmaal in het Mauritshuis in Den Haag.
Het betroffen werken van Titiaan, Giovanni Bellini, Andrea Schiavone, Tintoretto, Veronese, Paris Bordone, Parmigianino, Lorenzo Lotto, Jacopo Bassano, Rafaël Santi, Giulio Romano en Guido Reni. Hieraan werden nog schilderijen van Gerard Dou (De jonge moeder), Adam Elsheimer en Pieter Saenredam toegevoegd, voordat ze werden tentoongesteld in Whitehall.

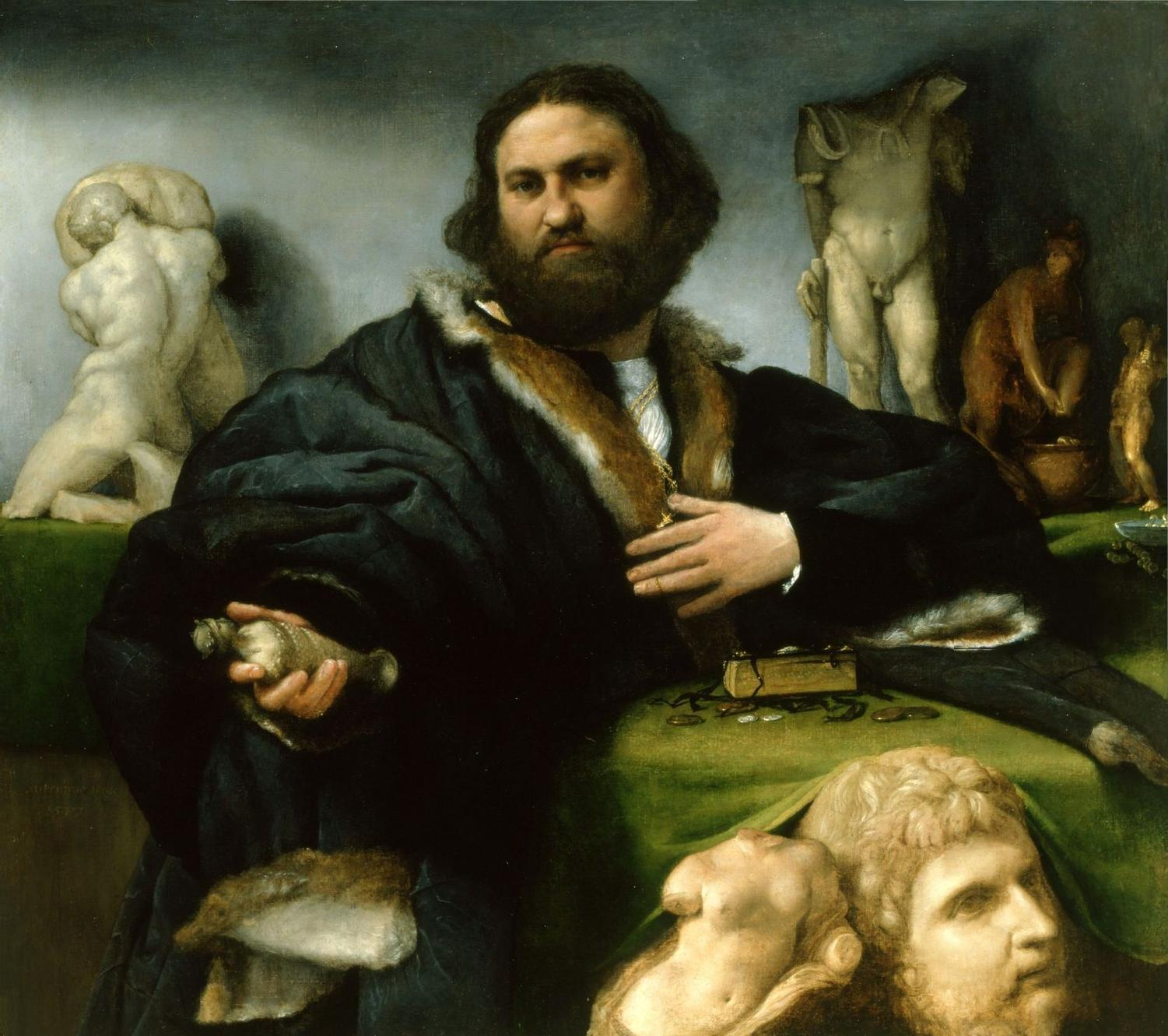
Lorenzo Lotto's portret van Andrea Odoni, 1527
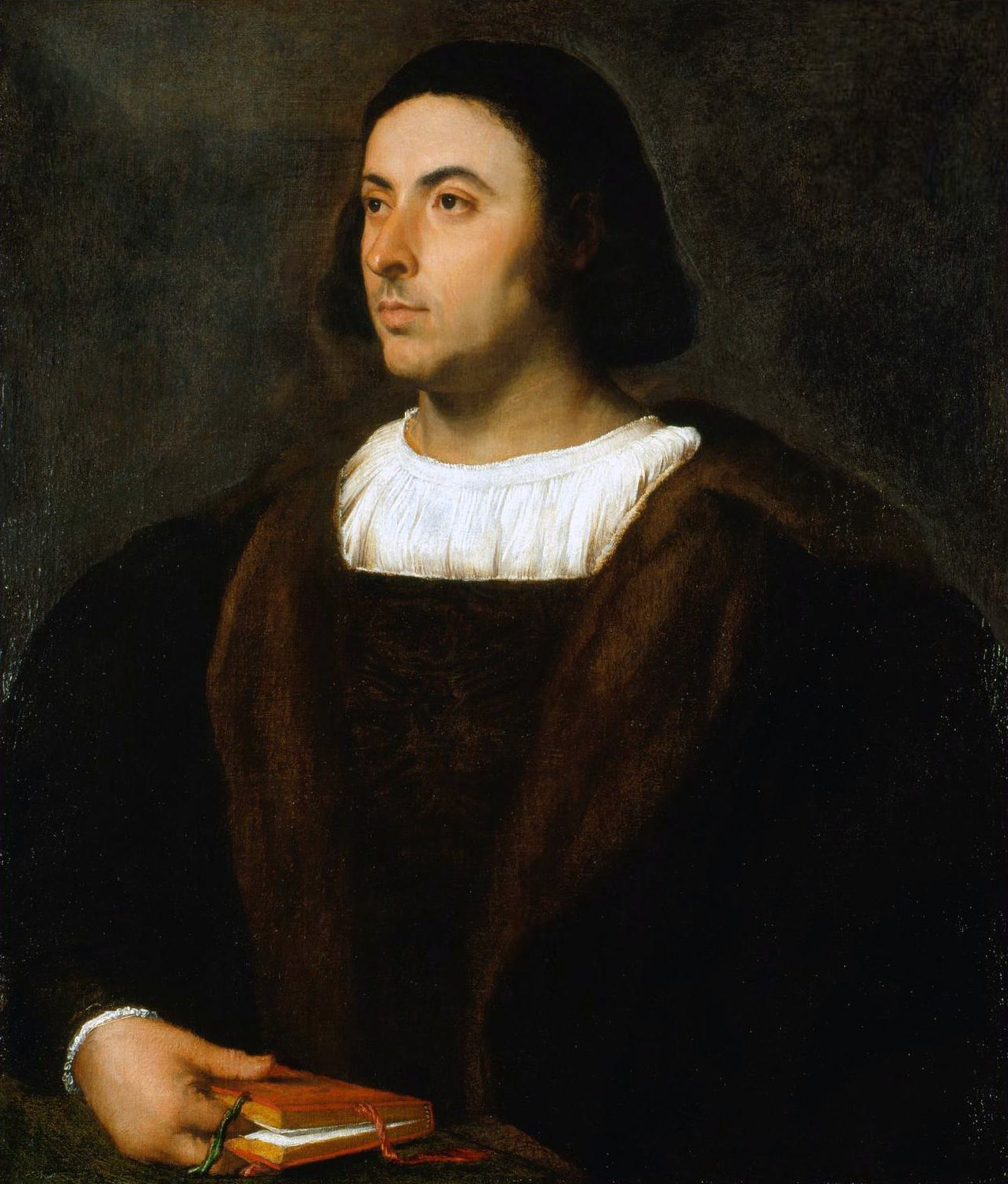
Titiaan, Portret van Jacopo Sannazaro, c. 1514–18
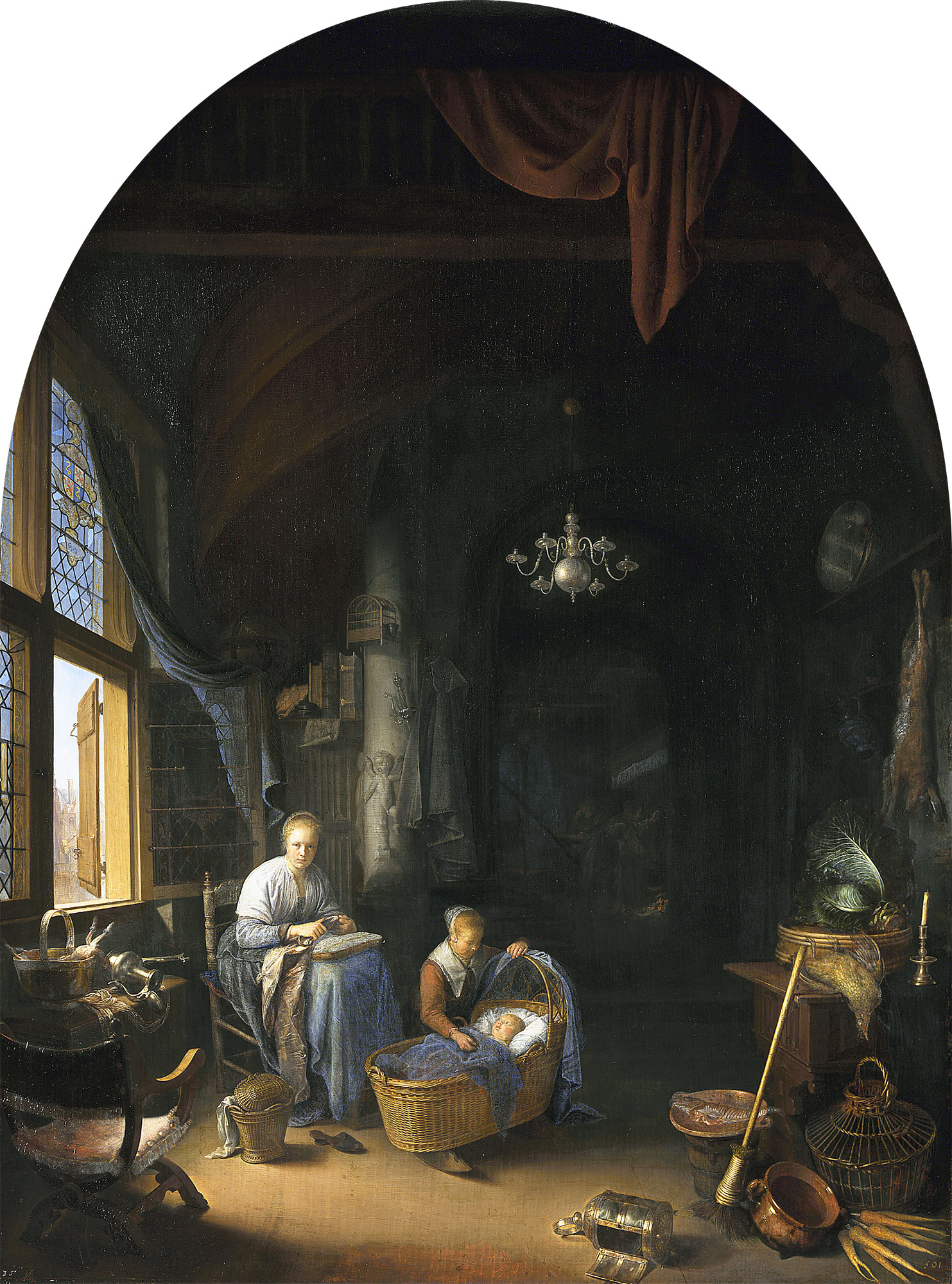
De jonge moeder door Gerard Dou (1658), Mauritshuis